# Odo van Doornik
De zalige Odo (Orléans, 1060 - Anchin, 19 juni 1113) ging door als  een der meest geleerde Lotharingers van de 11e eeuw. In 1087 werd hij op uitnodiging van de kanunniken van Doornik leraar in die stad, won zich zeer snel een reputatie en klom uiteindelijk op tot hoofd van de Doornikse kathedraalschool. Hij (her)stichtte er de Sint-Martinusabdij en bracht ze in 1095 onder de regel van de benedictijnen. Als abt werd hij Odo van Doornik.  
In 1105 koos men hem tot bisschop van Kamerijk en werd hij als Odo van Kamerijk gewijd tijdens een synode te Reims. Door zijn weigering om de investituur te ontvangen uit handen van keizer Hendrik IV, die op dat moment immers wedijverde tegen de paus aangaande het recht om bisschoppen te benoemen, kon Odo zijn ambt een tijdlang niet opnemen. Het was uiteindelijk Hendriks zoon Hendrik V die Odo in 1106 als bisschop aanvaardde. Dit stemde Odo nochtans niet gunstiger ten aanzien van de Roomse keizer. Toen hij het waagde de lekeninvestituur te bekritiseren, verbande Hendrik V hem in 1110 als monnik naar de abdij van Anchin, met als argument dat de bisschop nooit werkelijk zijn staf en ring uit handen van de keizer had ontvangen en dus niet officieel was benoemd.
Veel van Odo's werken zijn verloren gegaan. 
Zijn feestdag valt op 19 juni.

## Geschriften
- Expositio in canonem missae
- De peccato originali libri tres
- Disputatio contra Judaeum
- De blaphemia in Spiritum Sanctum
- De canonibus evangeliorum

## Uitgaven
De bewaard gebleven geschriften zijn uitgegeven in de Patrologia Latina: 
- Jacques Paul Migne, Patrologia Latina, vol. CLX, kol. 1071–1102

De peccato originali en Disputatio contra Judaeum zijn beschikbaar in een Engelse vertaling:
- On Original Sin and A Disputation with the Jew, Leo, Concerning the Advent of Christ, the Son of God. Two Theological Treatises, vertaald en ingeleid door Irven M. Resnick, Philadelphia, University of Pennsylvania Press, 1994